# Dionysia mira
Dionysia mira là một loài thực vật có hoa trong họ Anh thảo. Loài này được (Jaub. & Spach.) Wendelbo mô tả khoa học đầu tiên năm 1959.